# Alfredo Palacio González
Luis Alfredo Palacio González (Guayaquil, 1939. január 22. – 2025. május 22.) ecuadori politikus, kardiológus, orvosprofesszor. 2005 áprilisától 2007 januárjáig volt Ecuador elnöke. Korábban 2003. január 15-től 2005. április 20-ig alelnöki tisztet töltött be, majd az Ecuadori Kongresszus elnöknek nevezte ki, miután elődjét, Lucio Gutiérrezt az egy hétig tartó zavargások miatt eltávolították a hatalomból.

## Életrajz
Tanulmányait szülővárosában kezdte, majd az Egyesült Államokban folytatta, ahol először Clevelandben (Ohio) a Case Western Reserve University magánegyetemen volt gyakorló orvos. Az ezt követő két évben St. Louisban (Missouri) a Barnes-Jewish Hospital és a Washington University School of Medicine ösztöndíjasaként képezte magát tovább a kardiológia területén. Miután visszatért hazájába, a Guayaquili Egyetem orvosi fakultásának előadójaként kardiológiát és közegészségügyet oktatott.
A 2002-es választásokon Lucio Gutiérrez alelnökjelöltje lett. A kampány során gyakori volt, hogy műtős ruhában mutatkozott a katonai uniformist viselő Gutiérrez kísérőjeként. Korábban 1994 és 1996 között Sixto Durán Ballén kormányában Alfredo Palacio töltötte be az egészségügyi miniszter posztját.
Elnöksége kezdetén indítványt terjesztett be alkotmányozó nemzetgyűlés összehívására az 1998-as ecaudori alkotmány módosítása céljából, amit aztán népszavazás hagyott volna jóvá, ám ezt a kezdeményezését 2005-ben az ország Legfelsőbb Választási Bírósága elutasította. Már több hónappal hivatalba lépése előtt bírálta a Gutiérrez-rezsimet, mondván az ország a „szétesés állapotában van” és „intenzív ápolásra” szorul.
2006 novemberében Rafael Correát választották elnökül, aki 2007. január 15-én lépett Alfredo Palacio helyébe.

## Egészségügyi Világszervezet
A 2006. november 6-án tartott szavazás előtt Alfredo Palacio volt az egyik jelölt az Egészségügyi Világszervezet főtitkári tisztjére. Ám 2006. október 18-án bejelentette, hogy nem kívánja betölteni a pozíciót, mivel mandátuma lejárta előtt inkább elnöki teendőire szeretne koncentrálni.

## Fordítás
- Ez a szócikk részben vagy egészben  az   Alfredo_Palacio című angol Wikipédia-szócikk ezen változatának fordításán alapul.  Az eredeti cikk szerkesztőit annak laptörténete sorolja fel. Ez a jelzés csupán a megfogalmazás eredetét és a szerzői jogokat jelzi, nem szolgál a cikkben szereplő információk forrásmegjelöléseként.